# Оньяли-Омагбеми, Мэри
Мэри Оньяли-Омагбеми (англ. Mary Onyali-Omagbemi, 3 февраля 1968) — нигерийская легкоатлетка, призёр Олимпийских игр.
Мэри Оньяли родилась в 1968 году. В 1988 году она приняла участие в Олимпийских играх в Сеуле, но не завоевала медалей. В 1992 на Олимпийских играх в Барселоне она стала обладателем бронзовой медали в эстафете 4×100 м, а в 1996 году на Олимпийских играх в Атланте — обладательницей бронзовой медали на дистанции 200 м. Также она принимала участие в Олимпийских играх в Сиднее и Олимпийских играх в Афинах, но не завоевала медалей.
В 2000 году Мэри Оньяли вышла замуж за нигерийского спринтера Виктора Омагбеми.